# Aspidoglossum dissimile
Aspidoglossum dissimile là một loài thực vật có hoa trong họ La bố ma. Loài này được (N.E.Br.) Kupicha mô tả khoa học đầu tiên năm 1984.